# Phortica antillaria
Phortica antillaria är en tvåvingeart som först beskrevs av Chen och Masanori Joseph Toda 1997.  Phortica antillaria ingår i släktet Phortica och familjen daggflugor.
Artens utbredningsområde är Taiwan. Inga underarter finns listade i Catalogue of Life.